# Rundsporre
Rundsporre (Kickxia spuria) är en grobladsväxtart som först beskrevs av Carl von Linné, och fick sitt nu gällande namn av Barthélemy Charles Joseph Dumortier. Enligt Catalogue of Life ingår Rundsporre i släktet spjutsporrar och familjen grobladsväxter, men enligt Dyntaxa är tillhörigheten istället släktet spjutsporrar och familjen grobladsväxter. Arten förekommer tillfälligt i Sverige, men reproducerar sig inte.

## Underarter
Arten delas in i följande underarter:
- K. s. integrifolia
- K. s. spuria

## Bildgalleri

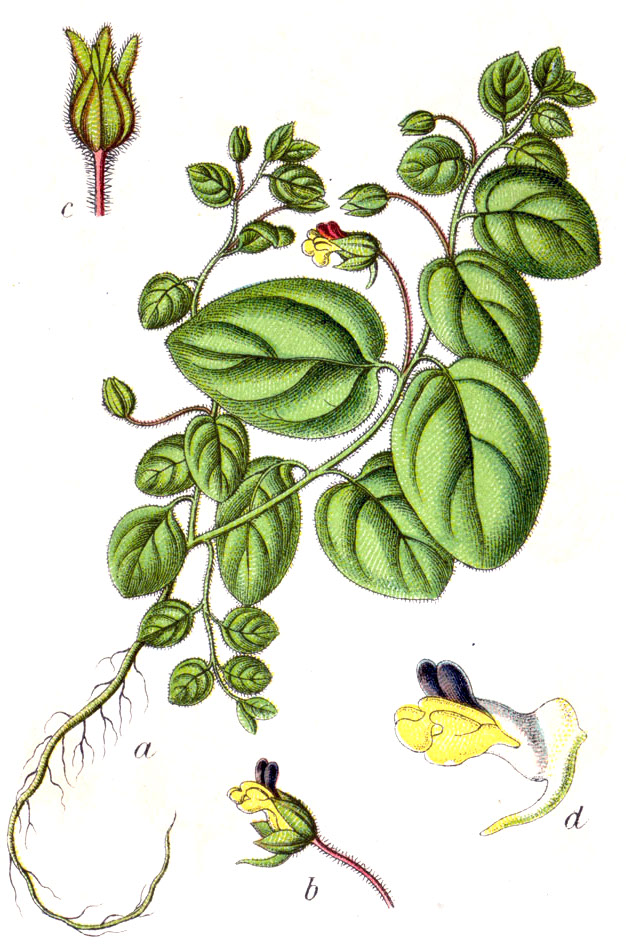
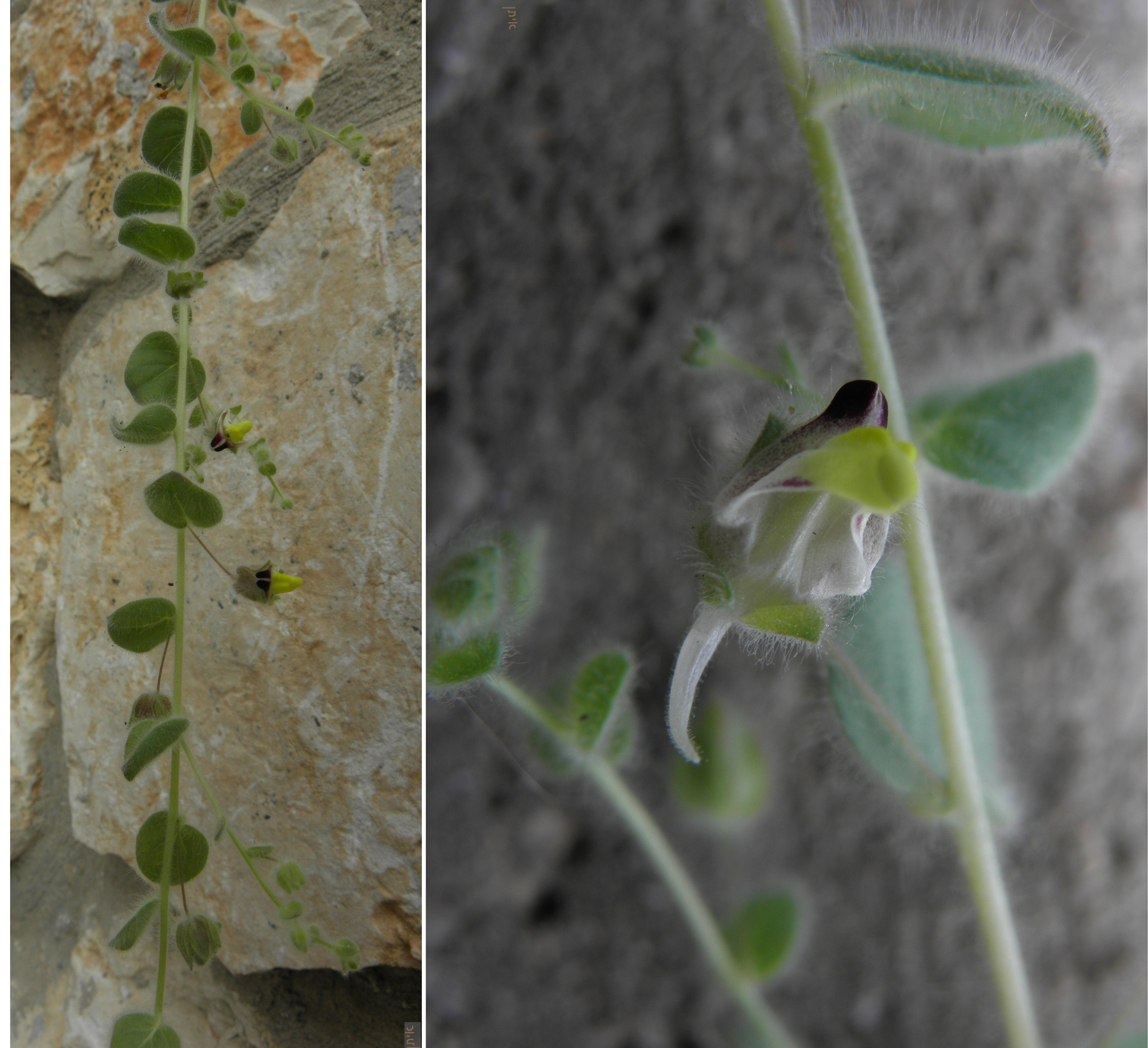
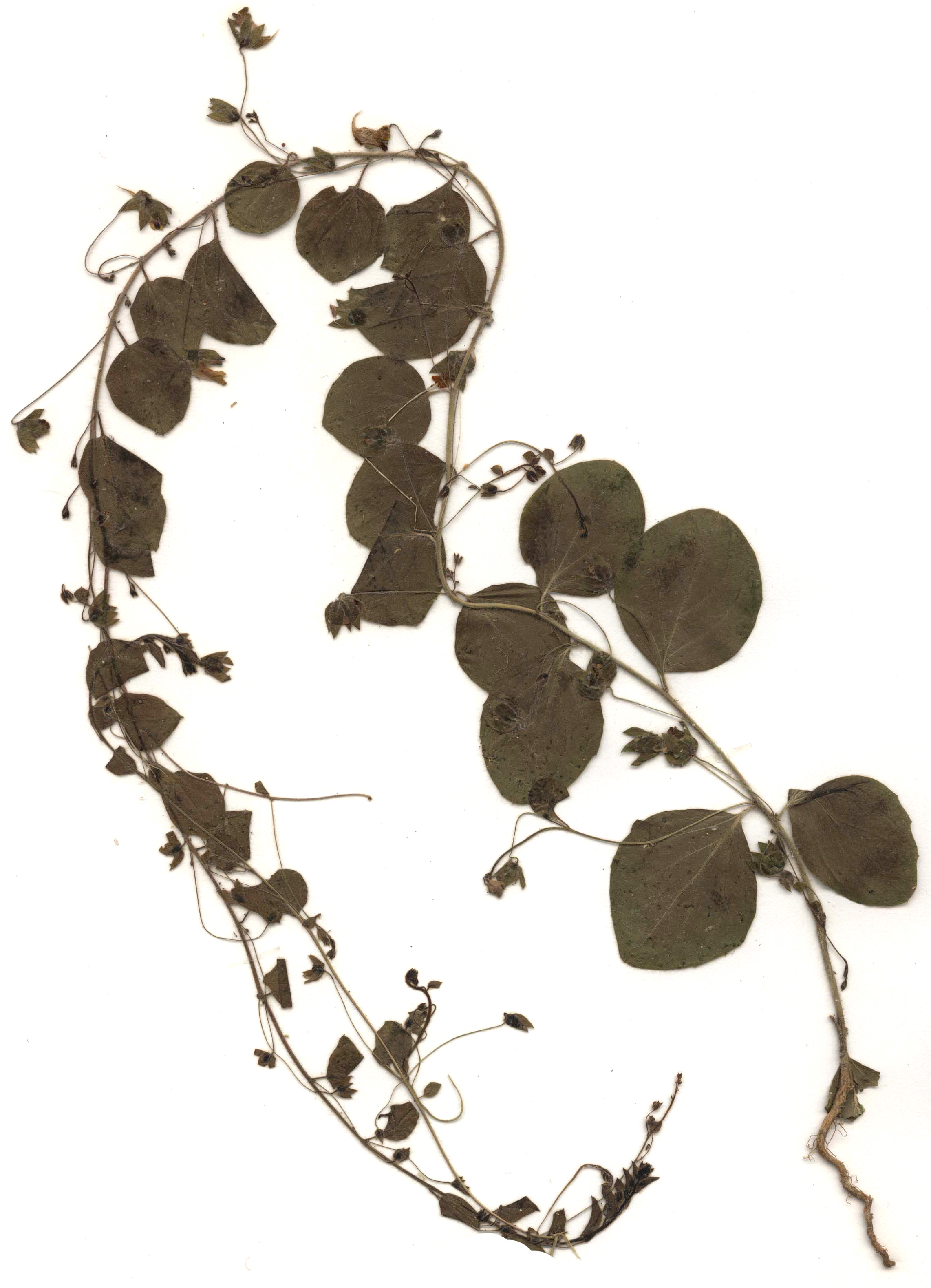
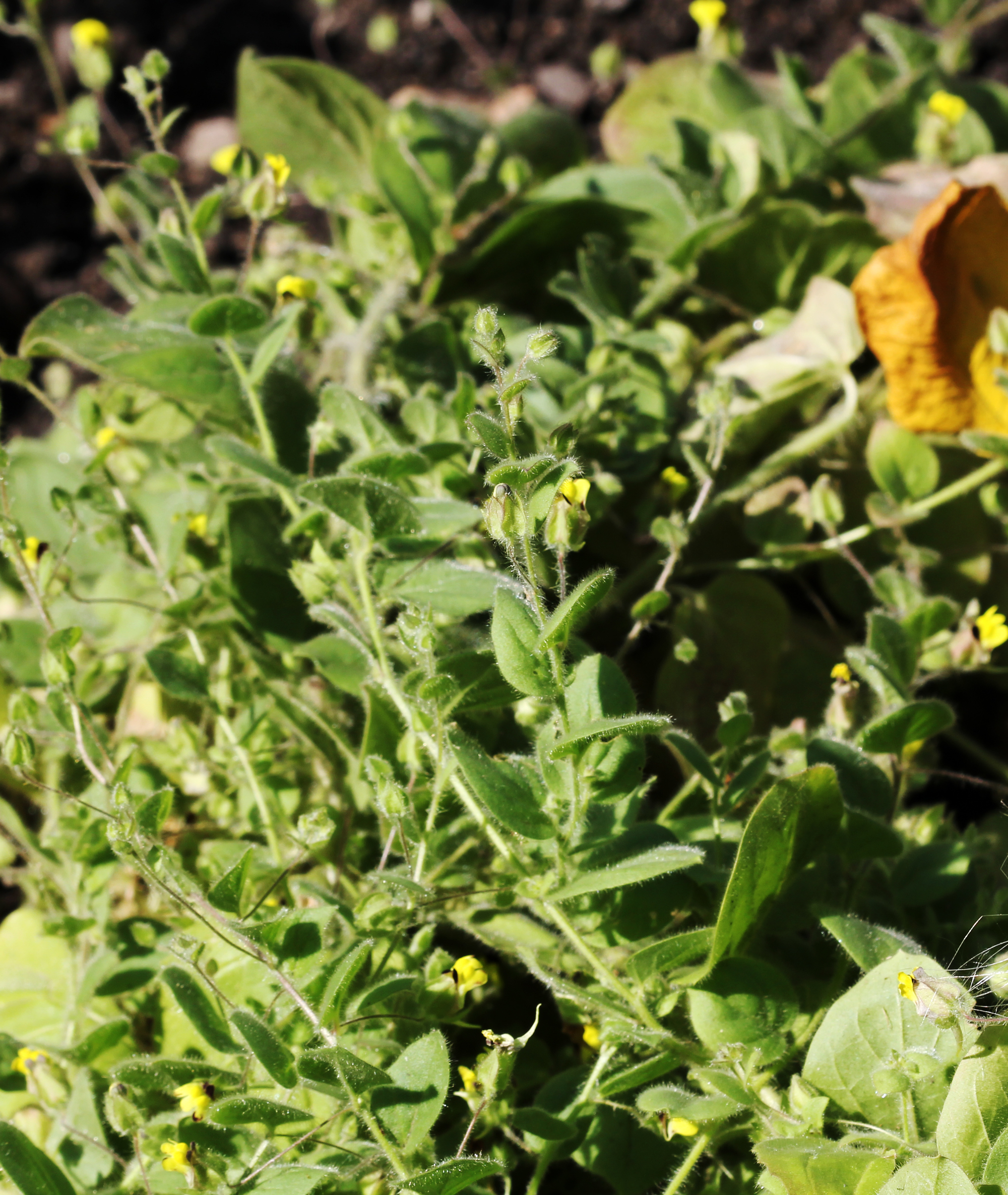
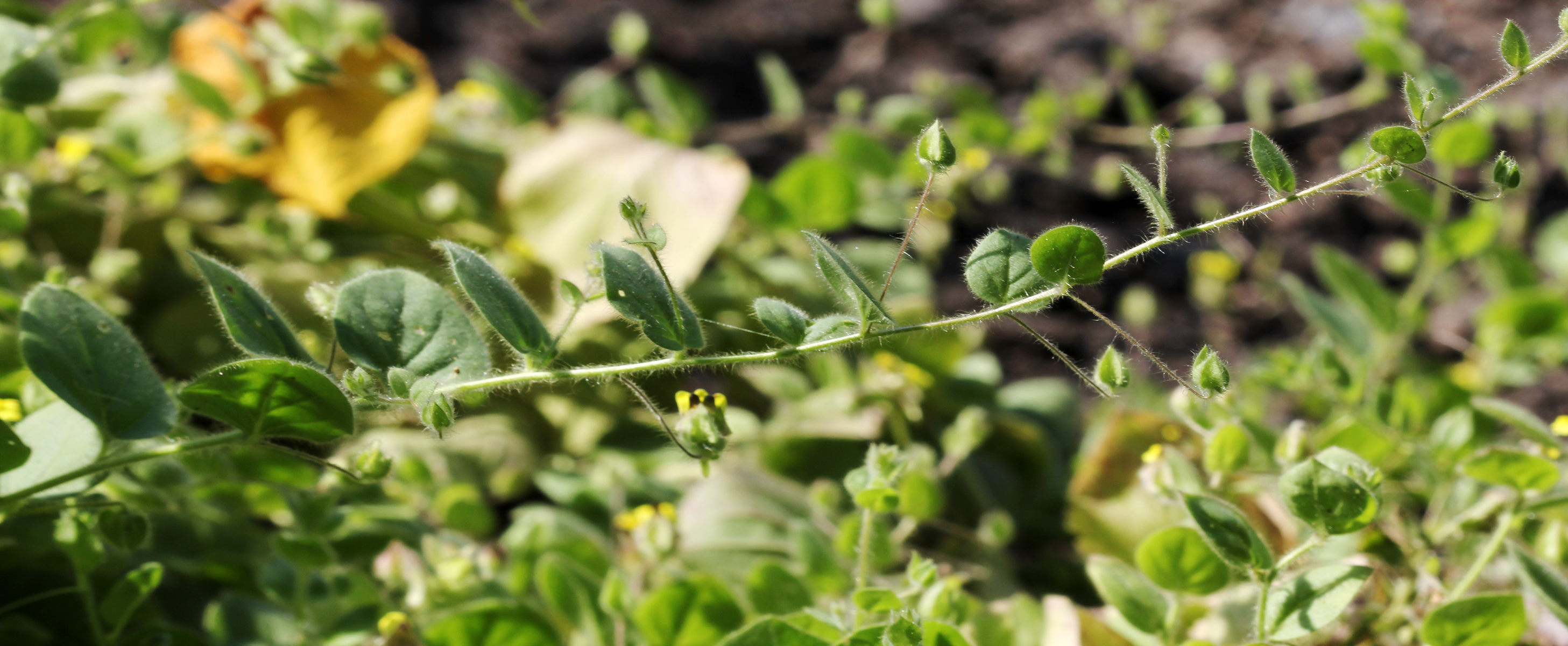
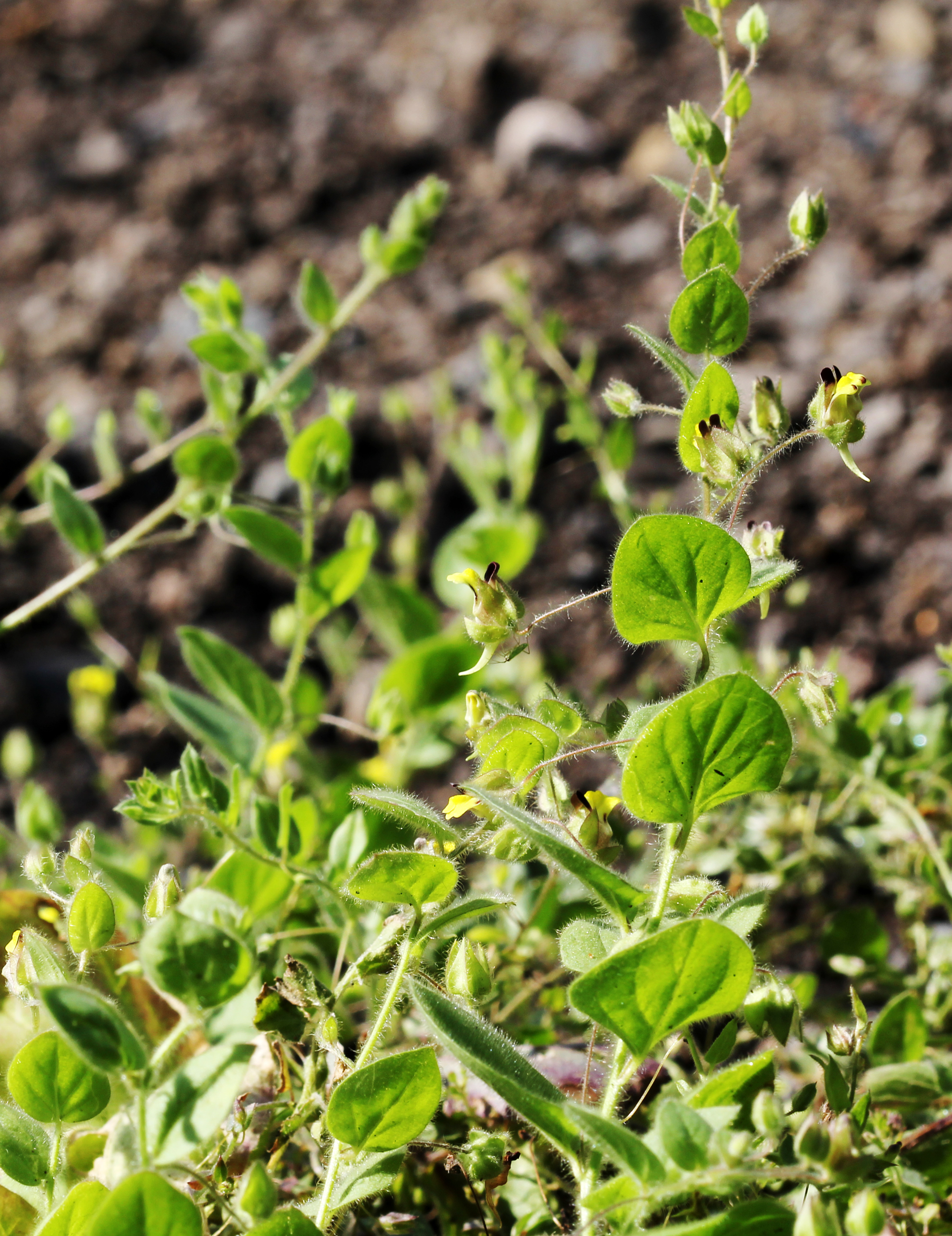